# Lost at Sea
Lost at Sea est un roman graphique de Bryan Lee O'Malley publié en 2003 par Oni Press.

## Synopsis
Raleigh, 18 ans, canadienne, retrouve par hasard en Californie des anciens collègues de lycée qu'elle connaît à peine : Stephanie, Dave et Ian. Les quatre retournent alors à Vancouver, dans un road trip plein de confusion existentielle.

## Suppléments
D'autres planches de Lost at Sea sont publiées en ligne :
- Six Sunday Comics : 1 2 3 4 5 6
- Une double-page couleur pour Oni Press Color Special 2002
- Smiling Is Something Other People Do pour SPX 2003 Anthology
- Babyfood